# アマンダ・アビントン
アマンダ・アビントン（英: Amanda Abbington、1974年2月28日 - ）はイギリスの女優である。北ロンドン出身。『セルフリッジ 英国百貨店』のジョジー・マーデル役や、『SHERLOCK』のメアリー・モースタン役で知られる。

## 活動歴
テレビ番組 『ザ・ビル』でデビューし、2007年までこの番組に様々な役で出演した。同時期に、『ウィクリフ』、『カジュアルティー』、『ドリーム・チーム』、『ザ・シンズ』、『シェイズ』、『ドク・マーティン』、『カップリング』、そして『ティーチャーズ』といったテレビシリーズにも出演した。また2005年にはコントショーである『Man Stroke Woman』 (en) へ出演、2007年から翌2008年にかけては、ニコラス・リンドハーストと共に、コメディ『アフター・ユーヴ・ゴーン』へ出演した。彼女はまた『バーナーズ・ウォッチ』や『ケース・ヒストリーズ』といった連続シリーズにも出演している。
2013年からは、『セルフリッジ 英国百貨店』でジョジー･マーデル役を演じており、同作でジェレミー・ピヴェンやフランセス・オコナーと共演している。2014年の『SHERLOCK』第3シリーズからジョン・H・ワトスンの妻であるメアリー・モースタン役を演じており、同作では実生活でのパートナーでもあったマーティン・フリーマンと夫婦役をこなしている。

## 私生活
2000年にテレビ映画 "Men Only" で共演したのをきっかけに、マーティン・フリーマンと長いパートナー関係を続けていた。この2人は、『The Debt』や『ザ・ロビンソンズ』、映画『恋愛上手になるために』、そして『SHERLOCK』などで共演している。彼らはハートフォードシャーに居を構えており、2006年に生まれた長男ジョー（英: Joe）、2008年に生まれた長女グレース（英: Grace）の、2人の子供をもうけている。2016年12月には、フリーマン・アビントン双方が別々のインタビューで、長いパートナー生活に終止符を打ち、円満に別離したことを発表した。
2013年には、12万ポンドの税金支払いに際して、高等裁判所から破産通告を受けた。

## 出演作
| 年          | 邦題 原題                                              | 役名                                     | 注釈                                                         |
| ----------- | ------------------------------------------------------ | ---------------------------------------- | ------------------------------------------------------------ |
| 1993 – 2007 | ザ・ビル The Bill                                      | 複数役                                   | TVシリーズ (7話)                                             |
| 1997        | Plotlands                                              | モーデ                                   | TVシリーズ (6話)                                             |
| 1997        | ウィクリフ Wycliffe                                    | 地元の婦人巡査                           | TVシリーズ (話名: "Strangers")                               |
| 1998        | ノー・スウェット No Sweat                              | シャンテル                               | TVシリーズ (話名: "Moon Boy")                                |
| 1998        | Magic with Everything                                  | 猫                                       | TVシリーズ (6話)                                             |
| 1998        | Picking up the Pieces                                  | ハンター看護婦次長                       | TVシリーズ (8話)                                             |
| 1999        | カジュアルティー Casualty                              | ジェン・レイノルズ                       | TVシリーズ (話名: "Human Traffic")                           |
| 1999        | ドリーム・チーム Dream Team                            | マリリン・ハーウッド                     | TVシリーズ (2話)                                             |
| 1999        | Snap                                                   | ゾーイ                                   | TVシリーズ (話名: "Missed Her Sister")                       |
| 2000        | The Thing About Vince                                  | リサ                                     | TVシリーズ (2話)                                             |
| 2000        | ザ・シンズ The Sins                                    | ベリンダ・エッジレー                     | TVミニシリーズ (2話)                                         |
| 2001        | Men Only                                               | トリナ                                   | TV映画                                                       |
| 2001        | ハーツ・アンド・ボーンズ Hearts and Bones              | ミア                                     | TVシリーズ (1話)                                             |
| 2001        | シェイズ Shades                                        | レベッカ・ジェイコブズ                   | TVミニシリーズ (1話)                                         |
| 2002        | オールウェイズ・アンド・エブリワン Always and Everyone | テッサ                                   | TVシリーズ (3話)                                             |
| 2002        | 20 Things to Do Before You're 30                       | ショーナ                                 | TVシリーズ (8話)                                             |
| 2003        | The Debt                                               | ステイシー・ロス                         | TV映画                                                       |
| 2004        | カップリング Coupling                                  | ニコラ                                   | TVシリーズ (2話)                                             |
| 2004        | バーナーズ・ウォッチ Bernard's Watch                   | ソニア                                   | TVシリーズ (9話)                                             |
| 2004        | ティーチャーズ Teachers                                | サラ                                     | TVシリーズ (1話)                                             |
| 2005        | ザ・ロビンソンズ The Robinsons                         | ポリー                                   | TVシリーズ (4話)                                             |
| 2005        | Derailed                                               | ケリー・ホッダー                         | TV映画                                                       |
| 2005 - 2007 | Man Stroke Woman                                       | 複数役                                   | TVシリーズ (12話)                                            |
| 2005        | ザ・ブーズ・クルーズ II The Booze Cruise II            | レオニー                                 | TV映画                                                       |
| 2006        | ザ・ブーズ・クルーズ III The Booze Cruise III          | レオニー                                 | TV映画                                                       |
| 2007 - 2008 | アフター・ユーヴ・ゴーン After You've Gone             | シヴォーン・ケイシー                     | TVシリーズ (21話)                                            |
| 2007        | 恋愛上手になるために The Good Night                    | ヴィヴィアン・ジェッソン                 | クレジット無し                                               |
| 2007        | ザ・オール・トゥギャザー The All Together              | サラ                                     |                                                              |
| 2007        | ザ・ビル The Bill                                      | レイチェル・インス (Rachel Inns)         | TVシリーズ (7話)                                             |
| 2007        | ドク・マーティン Doc Martin                            | イソベル                                 | TVシリーズ (話名: "Happily Ever After")                      |
| 2007        | ソールド Sold                                          | ゾーイ                                   | TVシリーズ (1話)                                             |
| 2008        | カミング・アップ Coming Up                             | 娘                                       | TVシリーズ (話名: "Lickle Bill Um")                          |
| 2008        | 名探偵ポワロ Agatha Christie's Poirot                  | ブレイク先生                             | TVシリーズ (話名: "鳩の中の猫")                              |
| 2008        | ハーリー・ストリート Harley Street                     | スージー・リン                           | TVシリーズ (1話)                                             |
| 2009        | サイコビル Psychoville                                 | キャロライン                             | TVシリーズ (話名: "Blackmail")                               |
| 2010        | マリード・シングル・アザー Married Single Other        | バブズ                                   | TVシリーズ (6話)                                             |
| 2011 - 2013 | ケース・ヒストリーズ Case Histories                    | ルイーズ・マンロー巡査                   | TVシリーズ (9話)                                             |
| 2012        | ビーイング・ヒューマン Being Human                     | ゴルダ                                   | TVシリーズ (話名: "Puppy Love")                              |
| 2013 - 現在 | セルフリッジ 英国百貨店 Mr. Selfridge                  | ジョジー･マーデル                        | TVシリーズ (29話)                                            |
| 2014 - 現在 | SHERLOCK Sherlock                                      | メアリー・モースタン →メアリー・ワトスン | TVシリーズ（シーズン3 - ）、スペシャル（『忌まわしき花嫁』） |
| 2014        | Dinopaws                                               | グウェン (声の出演)                      | TVシリーズ (10話)                                            |
| 2014        | Would I Lie to You?                                    | パネリストの一人                         | 第8シリーズ第6話（コメディ・パネルショー）                   |
| 2015        | カフス Cuffs                                           | モファット巡査部長                       |                                                              |
| 2016        | アナザー・マザーズ・サン Another Mother's Son          |                                          | 撮影中                                                       |
| 2017        | アガサ・クリスティー ねじれた家 Crooked House          | クレメンシー・レオニデス                 |                                                              |
| 2022        | ロスト・キング 500年越しの運命 The Lost King           |                                          |                                                              |

## 受賞歴
| 年     | 作品名                                        | 賞名                                                                         | 結果       |
| ------ | --------------------------------------------- | ---------------------------------------------------------------------------- | ---------- |
| 2014年 | SHERLOCK Sherlock                             | クライム・スリラー・アワード 最優秀助演女優賞 (en)                           | 受賞       |
| 2014年 | SHERLOCK 『最後の誓い』 Sherlock:His Last Vow | Critics' Choice Television Award 映画・ミニシリーズ部門最優秀助演女優賞 (en) | ノミネート |